# Sedbergh
Sedbergh est une ville et une paroisse civile de Cumbria, situé dans le nord-ouest de l'Angleterre.

## Jumelage
La ville de Sedbergh est jumelée avec :
- Zreče, Slovénie depuis 2005[1]